# IDRA-21
IDRA-21 — ноотропный препарат класса ампакинов, является производным от бензотиадиазина. IDRA-21 имеет хиральную структуру и только (+)- форма является активной.
IDRA-21 продемонстрировал ноотропные эффекты в исследовании на животных, значительно улучшая процесс обучения и запоминания. Препарат оказался в 10—30 раз более эффективным, чем анирацетам в уменьшении когнитивных расстройств вызванных алпразоламом или скополамином. А также порождает продолжительный эффект длящийся до 48 часов после однократного приема. Считается, что механизм данного действия заключается в активации долговременной связи между синапсами в мозгу.
В нормальных условиях IDRA-21 не является нейротоксичным. Хотя может негативно влиять на нейроны после глобальной ишемии, инсульта или приступа.
В сравнении с бензолпиперидином так же относящийся к классу ампакинов, IDRA-21 оказался более активным, чем CX-516, но менее активным, чем CX-546. Были разработаны более новые бензолпиперидиные производные, с более высокой активностью в сравнении с IDRA-21, однако они не были изучены в той же мере.